# A Book
『A Book』（エー・ブック）は、日本の歌手・浜崎あゆみの写真集。1999年12月10日にソニーマガジンズより発売。タイトルの頭文字の「A」はロゴ表記。

## 解説
本作は歌手としてデビュー以降、初めて発売された写真集である。写真集としては、1995年に「浜﨑あゆみ」名義で発売した「Terima Kasih」以来である。
撮影はニューヨークで行われ、浜崎自らがデザインした「Style book」と撮影の舞台裏を掲載した日記が収録されている。